# جک ایکس: مسابقه مبارزه‌ای
جک اکس: مسابقه مبارزه‌ای (به انگلیسی: Jak X: Combat Racing) یک بازی ویدئویی به سبک ماشین جنگی است که توسط شرکت ناتی داگ توسعه یافته و به‌وسیلهٔ سونی کامپیوتر انترتینمنت در اکتبر ۲۰۰۵ برای کنسول پلی‌استیشن ۲ منتشر شده‌است. جک اکس: مسابقه مبارزه‌ای به عنوان چهارمین قسمت در مجموعه بازی‌های جک و داکستر، و آخرین نسخه که توسط شرکت ناتی داگ توسعه یافته به‌شمار می‌رود و دنبالهٔ بازی جک ۳ است. ساخت این بازی با بودجه ۱۰ میلیون دلار ۱۱ ماه به طول انجامید.